# 曲选辉
曲选辉（1960年9月—），中南大学教授、北京科技大学教授，研究方向为金属材料及粉末冶金。湖南澧县人。中华人民共和国教育部第二批“长江学者”特聘教授。曲选辉主持多个重点学术科研项目、担任多个学会理事和期刊编委、发表数百篇论文、多本著作、获得多个奖项和数百余项发明专利。

## 个人经历
- 1981年毕业于中南大学粉末冶金专业，1984年获硕士学位；
- 1986年至1988年在加拿大英属哥伦比亚大学金属及材料工程系学习；
- 1992年获中南大学金属材料博士学位并留校任教，1992年晋升为教授；
- 2001年进入北京科技大学工作，后担任材料科学与工程学院院长，新材料技术研究院院长。[1][2]